# Kirche Elstra

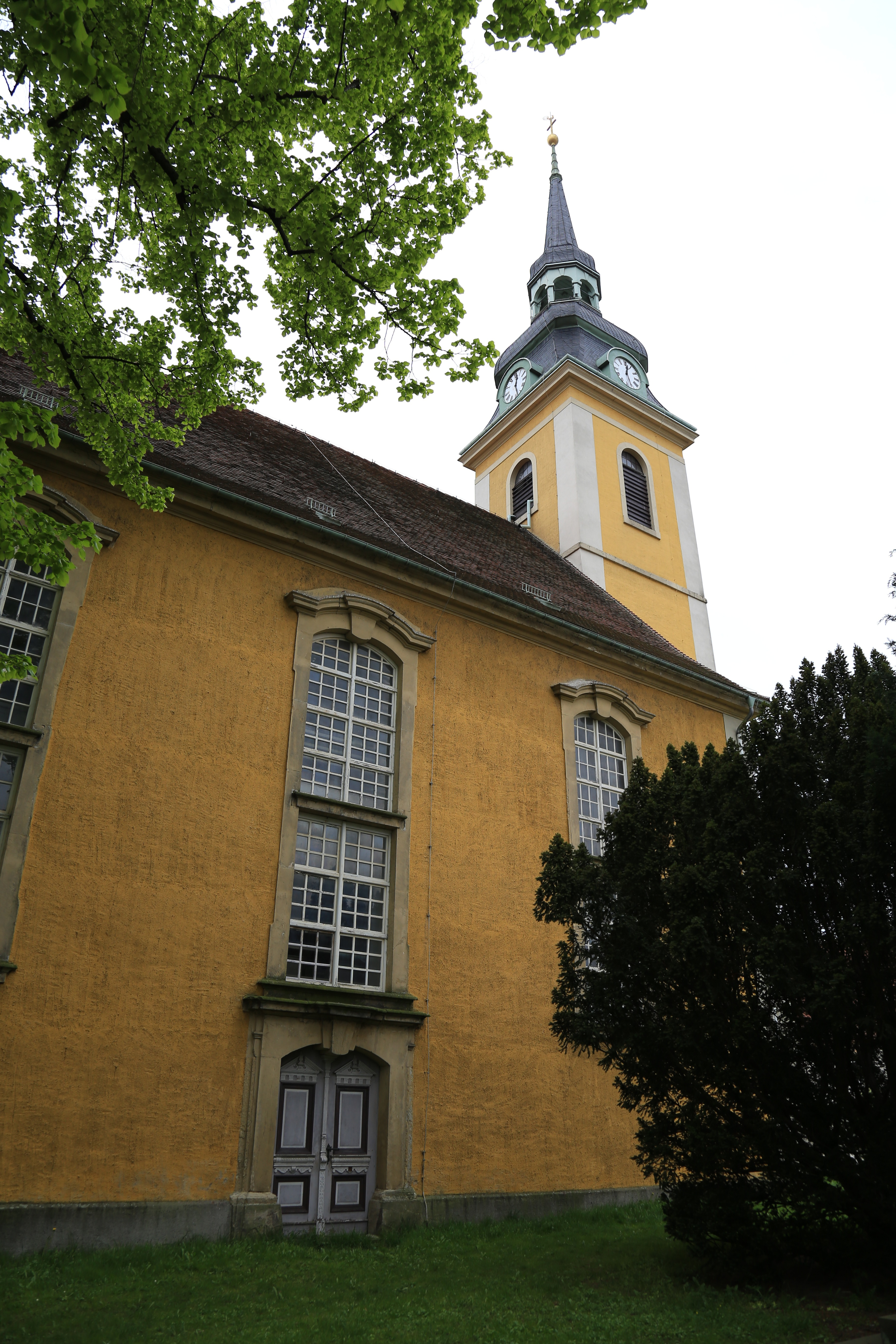
Kirche Elstra

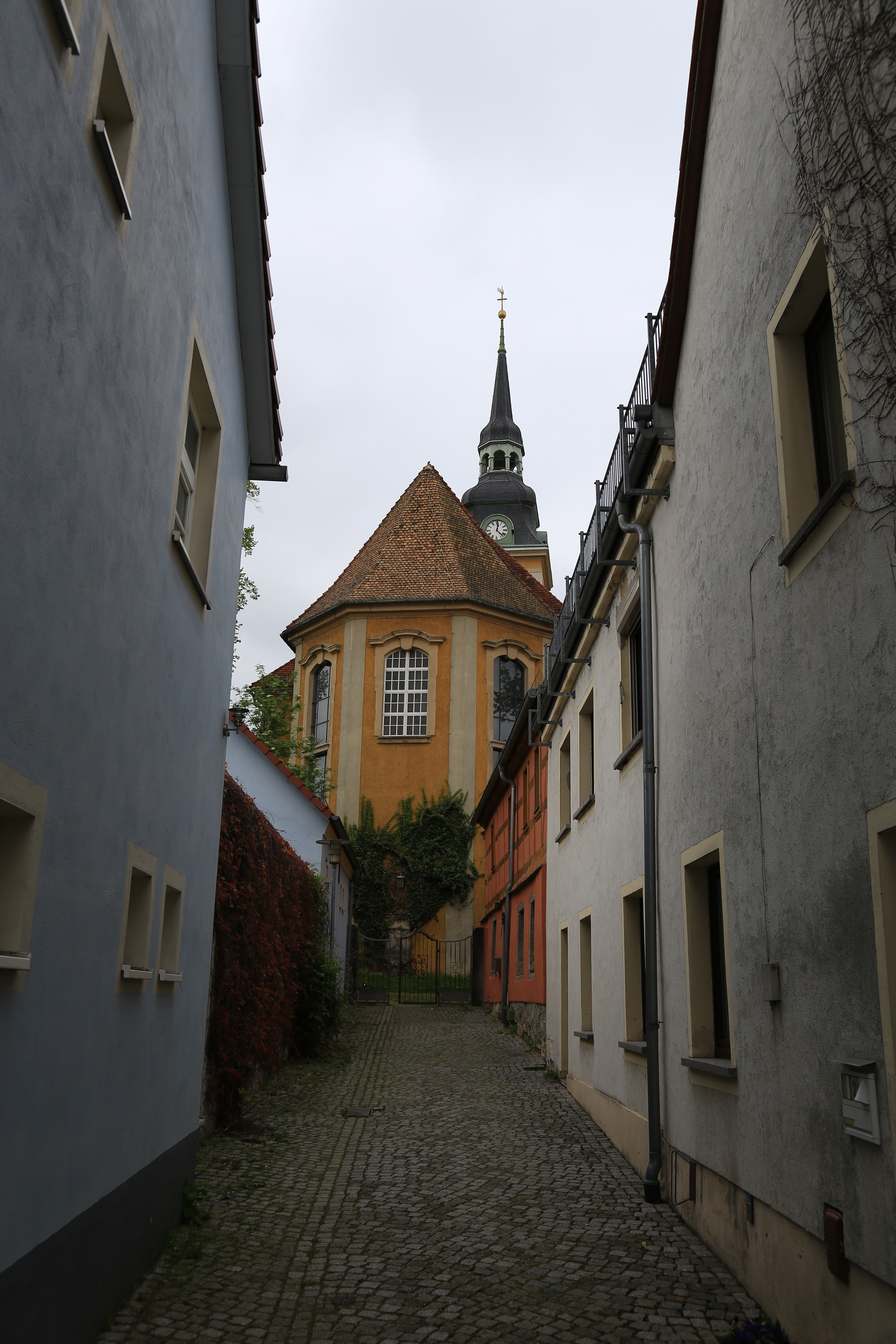
Ostansicht

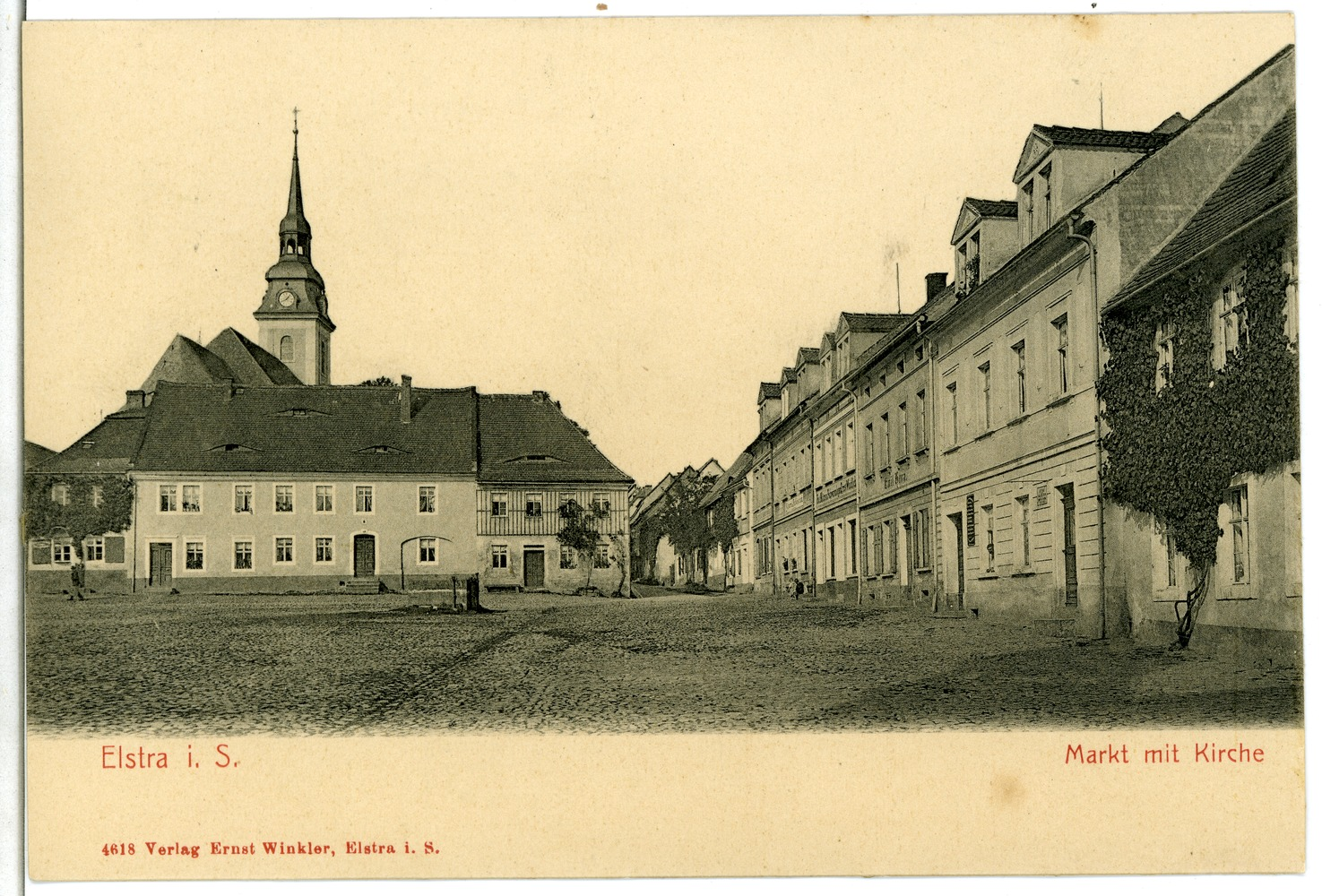
Kirche im Stadtbild (1903)

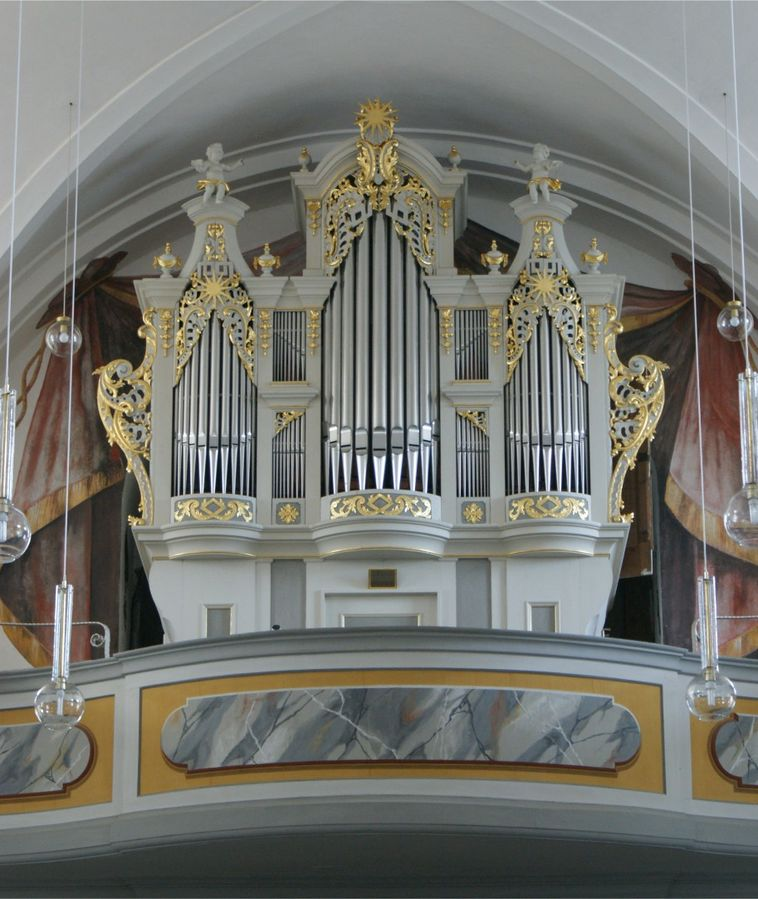
Empore mit Orgelprospekt

Die evangelische Kirche Elstra (auch: Michaelskirche) ist eine barocke Hallenkirche in Elstra im Landkreis Bautzen in Sachsen. Sie gehört zur Kirchengemeinde Elstra im Kirchenbezirk Bautzen-Kamenz der Evangelisch-Lutherischen Landeskirche Sachsens.

## Geschichte und Architektur
Die Hallenkirche wurde an der Stelle eines mittelalterlichen Vorgängerbauwerks unter Einbeziehung älterer Teile wie Turm und Sakristei in den Jahren von 1726 bis 1756 neu errichtet. Im Jahr 1828 wurde eine Empore eingebaut; die Turmhaube stammt von 1902. Restaurierungen erfolgten in den Jahren 1902 und von 1987 bis 1993.
An das rechteckige Langhaus schließt sich im Osten der Chor mit Dreiachtelschluss, im Westen der quadratische Turm mit barock gestalteter Haube an. Die Putzfassade ist mit einer aufwändigen Fensterarchitektur in Sandstein versehen. Die Mittelfenster sind mit den darunterliegenden Korbbogenportalen zusammengefasst.
Im dreischiffigen Inneren wird die Raumwirkung durch die Kreuzgewölbe zwischen breiten Gurtbögen über den vier Pfeilern bestimmt. Zwischen den Pfeilern sind zweigeschossige Emporen mit hölzernen Brüstungen eingebaut. An der Nordseite des Chorraumes ist die Herrschaftsloge mit geschwungenem Prospekt mit Kartuschen und Wappenschmuck eingebaut. Gegenüber führt die reichprofilierte Tür zur Sakristei, einem Vorbau mit Segmentbogenverdachung und Vasen.

## Ausstattung
Hauptstück der Ausstattung ist der stattliche Altar aus Sandstein und Holz, der in den Jahren zwischen 1733 und 1735 geschaffen wurde. Eine Säulenarchitektur mit einem reich bewegten Giebelabschluss gliedert den Aufbau. Die Gemälde zeigen in der Predella das Abendmahl, darüber die Kreuzabnahme, und wurden von dem Dresdner Christian Wilhelm Ernst Dietrich in Anlehnung an Rubens gemalt. Die Skulpturen wurden nach Inschrift von Andreas Böhmer geschaffen und zeigen Moses und Johannes neben den Säulenbasen sowie Gottvater, Sohn und Heiligen Geist zwischen Engeln im Giebel.
Eine prächtige Kanzel aus Sandstein besitzt als Fuß, anstelle der im 16. und 17. Jahrhundert beliebten Mosesfigur, einen stark bewegten Engel und allegorische Figuren am Korb, die vermutlich auch von Andreas Böhmer 1734 gearbeitet wurden. Die Sandsteintaufe in Vasenform ist mit Reliefs versehen, der hölzerne Deckel mit einer Darstellung des Pelikans als Symbol wurde erst nach 1745 hinzugefügt. Qualitätvolle sandsteinerne Pastorengrabmäler des 18. Jahrhunderts sind an der südlichen Außenwand aufgestellt.

## Orgel
Die Orgel mit reich geschnitztem Prospekt ist ein Werk von Abraham Strohbach aus den Jahren 1751 bis 1755. Sie verfügt über 19 Register auf zwei Manualen und Pedal. Das Instrument wurde wiederholt repariert und überarbeitet, zuerst in den Jahren von 1781 bis 1787, danach 1838 und 1887. Im Jahr 1917 wurden die Prospektpfeifen für Kriegszwecke abgegeben. Nach einem Gutachten von Hermann Eule waren im Jahr 1926 von 16 Registern nur noch 13 vorhanden. 1927 wurde die Orgel durch Johannes Jahn renoviert. 1952 führte die Firma Eule Orgelbau eine Erneuerung durch, bei der nur ein kleiner Teil des Pfeifenwerks wieder verwendet werden konnte, so dass heute neben Gehäuse, Traktur und Windladen noch 5 bis 6 Register original erhalten sind. 1992 wurde eine Teilrestaurierung durch Ekkehart Groß durchgeführt. Von 2014 bis 2016 erfolgte auf Initiative von Matthias Eisenberg mit Unterstützung des Förderkreises Strohbachorgel eine Restaurierung durch die Firma Jehmlich Orgelbau Dresden.
Die Disposition lautet:
| I Hauptwerk CD–c3 |         |  |
| Principal         | 8′      |  |
| Quintatoen        | 8′      |  |
| Bordun            | 8′      |  |
| Octave            | 4′      |  |
| Gedact            | 4′      |  |
| Quinta            | 3′      |  |
| Octave            | 2′      |  |
| Terz              | 1 3⁄5′  |  |
| Cornet III        | (2 ⁄3′) |  |
| Mixtur III        | (1 ⁄3′) |  |

| II Oberwerk CD–c3 |       |
| Lieblich Gedact   | 8′    |
| Principal         | 4′    |
| Gedact            | 4′    |
| Octave            | 2′    |
| Quinta            | 1 ⁄2′ |
| Cimbel II         | 1′    |

| Pedal CD–c1  |     |
| Subbaß       | 16′ |
| Principalbaß | 8′  |
| Posaunenbaß  | 16′ |

- Koppeln: Manualkoppel, Pedalkoppel
- Tremulant, Zimbelstern, Sperrventil, Klingel